# Zielfehler (Waffe)
In der Schieß- und Waffenlehre hat der Begriff Zielfehler eine andere Bedeutung als in der Astrometrie und Geodäsie. Er bezeichnet kleine Winkelfehler, um die die vom Schützen ausgerichtete Zielachse der Waffe vom Bild des einzumessenden Zieles bei einer eingeschossenen Waffe abweicht. Diese Zielfehler subjektiver Natur betreffen das Schießen mit offener Visierung, also über Kimme und Korn oder einer geschlossenen Visierung sprich Diopter. Zielfehler beim Zielfernrohr werden durch die Bauart eher als Parallaxefehler bezeichnet.

## Ursachen von Zielfehlern
Mögliche Ursachen sind mangelhafte Ausbildung, Ungeschicklichkeit oder optische Täuschungen, verursacht durch ungünstigen Lichteinfall. Blanke Visierteile, von denen die Brünierung oder Farbe abgewetzt ist, können durch Lichtreflexion diesen Effekt noch verstärken. Denkbare Ursachen sind auch Augenfehler.

## Unterscheidung der Zielfehler
Folgende Zielfehler werden unterschieden:
- Feinkorn

Beim Feinkorn steht die Oberkante des Korns tiefer als die Oberkante der Kimme.
Die Schüsse sitzen in diesem Fall zu tief.
- Vollkorn

Beim Vollkorn steht die Oberkante des Korns höher als die Oberkante der Kimme.
Die Schüsse sitzen in diesem Fall zu hoch.
- Geklemmtes Korn

In diesem Fall steht das Korn nicht genau in der Mitte des Kimmenausschnittes, sondern zum rechten (rechts geklemmt) oder linken (links geklemmt) Rand der Kimme verschoben.
Die Folge ist ein zu weit nach rechts gehender Schuss beim rechts geklemmten Korn und ein zu weit links gehender Schuss bei links geklemmten Korn.
- Verkantetes Visier bzw. verkantete Waffe

Beim Verkanten wird die komplette Waffe schräg gehalten. Das Korn steht in diesem Fall nicht senkrecht, sondern ebenfalls leicht gekippt, da es senkrecht fest auf die Waffe montiert ist. Kippt die Visierung/Waffe nach rechts, spricht man von rechts verkantet, kippt die Waffe nach links, von links verkantet.
Die Folge ist ein zu kurz oder zu tief gehender Schuss in Richtung der jeweiligen Verkantung.

Korrekte Position von Kimme und Korn
Treffpunktlage bei Feinkorn
Treffpunktlage bei Vollkorn
Treffpunktlage bei rechts geklemmtem Korn
Treffpunktlage bei links geklemmtem Korn
Treffpunktlage bei Verkanten nach rechts
Treffpunktlage bei Verkanten nach links

## Hinweis
Obige Varianten beschreiben auf Basis der sportlichen Visierung mit „Aufsitzenlassen“ des Zielkreises jeweils eine Variante mit der entsprechenden Trefferlage als Konsequenz. In der Praxis kommt es durchaus vor, dass mehrere Visierfehler gleichzeitig auftreten. Während sich Fein- und Vollkorn gegenseitig ausschließen, können eine Verkantung und/oder ein geklemmtes Korn als Fehlerquelle hinzukommen.
Für militärische Visiereinstellungen (sog. gestrichenes Korn) sind die möglichen Zielfehler in Ursache und Auswirkung identisch, jedoch die Visierbilder anders.